# جامعة ولاية ميسوري
جامعة ولاية ميسوري تأسست بتاريخ 17 مارس 1905 وهي جامعة ولائية حصلت الجامعة على هبات في العام 2009 بمبلغ 24.7 مليون دولار، رئيس الجامعة هو جيمس اس كوفتر الأب وعميدة الجامعة هي ميليندا ر ماكارثي تتكون الجامعة من طاقم
أكاديمي يقدر بحوالي 1.015 عامل وطلاب يبلغ مجملهم 20.949 طالب في خريف 2010. ومقرها في سبرينغفيلد,ميسوري.

## معلومات عامة
الولايات المتحدة الأمريكية.يمثل التلاميذ 46 ولاية أمريكية من ضمنها جزر فيرجن ، وتعمل الجامعة بنظام سنتين في الحرم الجامعي 
missouristatebookstore.com  ، الحرم الجامعي يقع في اوربان بمساحة اجمالية تبلغ 911.000 متر مربع، تدعم الجامعة النشاط الرياضي بمختلف أنواعه فمثلا في كرة اليد فاز الفريق بكأس الجامعات القومي سبع مرات
على التوالي في أعوام1993,1994,1995,1996,1997,1998,1999 وفي أعوام 2004,2006,2008 ، وفي عام 2001 اسست جامعة ميسوري نادي للهوكي تحت مسمى هوكي الجليد وفي العام 2009 تمكن الفريق من احراز الكأس الرابعة على التوالي في رابطة الهوكي للجامعات الأمريكية .يمارس الفريق تملريناته في صالة ميدكوم للتزلج.